# عجلان بن محمد العجلان
عجلان بن محمد العجلان  (غير معروف - 13 يناير 1902) من أهل موقق أمير الرياض من قبل ابن رشيد في الفترة (1901 - 1902). وكان قائداً لجيش ابن رشيد عندما تعارك مع عبد العزيز آل سعود لإسترداد الرياض في محاولته الثانية عام 1319هـ/1902م، فقد كان أمير الرياض في المحاولة الأولى أثناء معركة الصريف هو عبد الرحمن الضبعان الخالدي وقد تمكّن من المقاومة ضد عبد العزيز واضطر عبدالعزيز إلى فك الحصار بعد هزيمة الشيخ مبارك الصباح أمير الكويت من عبد العزيز بن رشيد أمير حائل .

## وفاته
قتل في معركة الرياض التي وقعت بين ابن سعود وابن رشيد، كان ابن عجلان قائد قوات ابن رشيد. وفي المعركة تمكن الأمير عبدالله بن جلوي آل سعود من قتله سنة 1319هـ، وكان عبد العزيز قد رماه برصاصة لكنها لم تصب منه مقتلًا، فباغته ابن جلوي بضربة سيف قضت عليه. بذلك سقطت الرياض بيد آل سعود.